# A lélek hosszú, sötét teadélutánja
A lélek hosszú, sötét teadélutánja (The Long Dark Tea-Time of the Soul) Douglas Adams második nagy sci-fi trilógiájának második része, mely az Egyesült Királyságban 1988-ban, Magyarországon 1999-ben jelent meg először.

## Cselekmény
|  | Alább a cselekmény részletei következnek! |

A történet elején Kate Schechter, a brit újságíró Norvégiába, Oslóba szeretne menni barátja miatt. Bár nem is szeretne annyira, maga sem tudja, miért megy el, örülne neki, ha nem menne. A Heathrow repülőteret azonban egy súlyos katasztrófa sújtja, melyet "valamiféle Isten" okozhatott.
A mű alapkonfliktusa Odin és Thor, a két istenség között zajlik le, akik megpróbálják eltölteni mindennapi idejüket egy olyan világban, ahol állításuk szerint már egyáltalán nem tartanak rájuk szükséget az emberek. Odin szerint Thor túlságosan is kicsapongó, és nem figyel eléggé a "halandó" emberekre.
|  | Itt a vége a cselekmény részletezésének! |

## Magyarul
- A lélek hosszú, sötét teadélutánja; ford. Kollárik Péter; N&N, Bp., 2000 (Möbius)

## Folytatások
- A kétség lazaca